# Risøya (Bømlo)
Pour les articles homonymes, voir Risøya.
Ne doit pas être confondu avec Risøya (Austevoll).
Risøya est une île norvégienne du comté de Hordaland appartenant administrativement à Bømlo.

## Description
Rocheuse et désertique, elle s'étend sur environ 2,3 km de longueur pour une largeur approximative de 1,730 km.